# بيت شمران (مناخة)

تعديل مصدري - تعديل

بيت شمران هي إحدى قرى عزلة مسار بمديرية مناخة التابعة لمحافظة صنعاء، بلغ تعداد سكانها 1238 نسمة حسب تعداد اليمن لعام 2004.